# Dovercourt
Dovercourt est une ville située dans le comté de l'Essex en Angleterre, au bord de la mer du Nord et contigu au port d'Harwich. 
Trinity House a érigé deux phares en fonte sur la plage, pour remplacer ceux d'Harwich, en 1863. Ils ont été désaffectés en 1917 et ont été restaurés dans les années 1980.
|                       |
| Dovercourt High Light |

|                     |
| Dovercourt Low Ligh |